# Organogeen gesteente
In de bodemkunde, sedimentologie en petrologie wil organogeen zeggen dat gesteente (meestal sedimentair gesteente) is opgebouwd uit organisch materiaal, dat wil zeggen materiaal afkomstig van dode organismen.
Een voorbeeld van organogeen bodemmateriaal is veen, dat bestaat uit plantenresten. Omdat in het geval van veenvorming de planten ter plekke gegroeid en afgestorven zijn wordt veen een sedentaat in plaats van een sediment genoemd. Bruinkool en steenkool zijn organogene (uit veenlagen ontstane), op grote geologische tijdschaal in de aardkorst gevormde gesteenten.